# Pine Hill (New Jersey)
Pine Hill ist eine Gemeinde (borough) innerhalb des Camden County im Bundesstaat New Jersey in den Vereinigten Staaten. Das U.S. Census Bureau ermittelte bei der Volkszählung 2020 eine Einwohnerzahl von 10.743.

## Geschichte
Der Borough of Pine Hill wurde am 23. April 1929 aus dem Clementon Township gegründet. Er war eine von sieben Gemeinden, die aus dem inzwischen aufgelösten Township hervorgingen, und eine von fünf neuen Gemeinden (einschließlich Hi-Nella, Lindenwold, Pine Valley und Somerdale), die am selben Tag gegründet wurden. Der Name Pine Hill für die Gemeinde, der früher als Mont Ararat oder Clementon Heights bekannt war, wurde gewählt, um die Bäume und das Gelände der Gegend zu reflektieren.

## Demografie
Nach einer Schätzung von 2019 leben in Pine Hill 10.417 Menschen. Die Bevölkerung teilte sich im selben Jahr auf in 60,9 % Weiße, 29,6 % Afroamerikaner, 2,0 % Asiaten und 5,6 % mit zwei oder mehr Ethnizitäten. Hispanics oder Latinos aller Ethnien machten 8,2 % der Bevölkerung aus. Das mittlere Haushaltseinkommen lag bei 56.058 US-Dollar und die Armutsquote bei 10,7 %.